# Larry Russell (componist)
Larry Russell (Indiana, 14 oktober 1913 - Los Angeles, 14 februari 1954) was een Amerikaans componist van met name filmmuziek, arrangeur en dirigent. Het meest succesvolle lied waaraan hij heeft geschreven, Vaya con Dios, werd meer dan vijfhonderd maal gecoverd. Achttien jaar na zijn dood won hij nog een Oscar voor de titelsong van de film Limelight (1952).

## Biografie
Russell was tot aan zijn dood in 1954 enkele jaren getrouwd met filmcomponiste Inez James.
Russell schreef net als zijn vrouw ook muziek voor films, waaronder voor Limelight (1952) van regisseur Charlie Chaplin en voor Because of you (1953) van Joseph Pevney. Twintig jaar nadat Limelight uitkwam – dat was inmiddels achttien jaar na zijn dood – won hij samen met Raymond Rasch in 1973 een Oscar voor de titelsong van deze film. Daarnaast dirigeerde hij de orkestratie van filmmuziek voor bijvoorbeeld Crazy house (1943), This is the life (1944), Chip off the old block (1944) en Jolson sings again (1950).
Samen met zijn vrouw en met Buddy Pepper schreef hij aan het begin van de jaren vijftig het nummer Vaya con Dios. Het werd een enorme hit die meer van 500 maal werd gecoverd.
Russell overleed in 1954 in Los Angeles. Hij werd slechts 40 jaar oud.
- Biblioteca Nacional de España: XX935937
- Gemeinsame Normdatei: 134743644
- International Standard Name Identifier: 0000 0000 5957 1327
- Library of Congress Control Number: no2007152184
- MusicBrainz: 197bbcaa-f999-4139-9810-a3cd0d03b022
- Système universitaire de documentation: 254636136
- Virtual International Authority File: 79758372